# Stazione di Bastia Mondovì
La stazione di Bastia Mondovì è stata una stazione ferroviaria posta sulla linea Bra-Ceva ed era punto di diramazione della linea per Mondovì chiusa nel 1986. Serviva il comune di Bastia Mondovì.

## Storia
La stazione venne inaugurata nel 1874 con l'apertura della ferrovia Torino-Savona via Ceva e continuò il suo esercizio fino al 1994. Nel 1986 smise di essere stazione di diramazione a causa della chiusura della ferrovia tra Mondovì e Bastia Mondovì, mantenendo invece, seppure relegato ad un ruolo strettamente locale, il traffico fra Bra e Ceva. Nel 1994 l'alluvione devastò la linea, portando alla chiusura anche della Bra-Ceva, sancendo così la fine definitiva del servizio presso la stazione di Bastia Mondovì. Da allora non furono più ripristinate né la stazione né la ferrovia ma, al contrario, nei primi anni duemila, è stata tolta la linea aerea e sono stati asportati completamente i binari.
Nell'anno 2016 è stato presentato, a Torino, il progetto di mobilità MetroGranda, una linea di metropolitana leggera ideata per collegare i principali centri della provincia di Cuneo sfruttando le vecchie linee Saluzzo-Cuneo, Cuneo-Mondovì, Mondovì-Bastia-Bra, Bra-Cavallermaggiore, Cavallermaggiore-Savigliano e Savigliano-Saluzzo. Il progetto prevederebbe quindi la ricostruzione della linea Mondovì-Bastia ed un ripristino della linea Bastia-Bra, con conseguente riapertura della stazione stessa. Non sono al momento previsti finanziamenti.

## Strutture e impianti
La stazione era composta da un fabbricato viaggiatori, ora in completo stato di abbandono, un magazzino merci e cinque binari.